# Puga, Nayarit
Puga är en ort i Mexiko.   Den ligger i kommunen Tepic och delstaten Nayarit, i den centrala delen av landet, 600 km väster om huvudstaden Mexico City. Puga ligger 724 meter över havet och antalet invånare är 6 361.
Terrängen runt Puga är kuperad. Runt Puga är det ganska tätbefolkat, med 199 invånare per kvadratkilometer. Närmaste större samhälle är Tepic, 11,2 km sydväst om Puga. I omgivningarna runt Puga växer huvudsakligen savannskog.